# Pszonak jastrzębcolistny

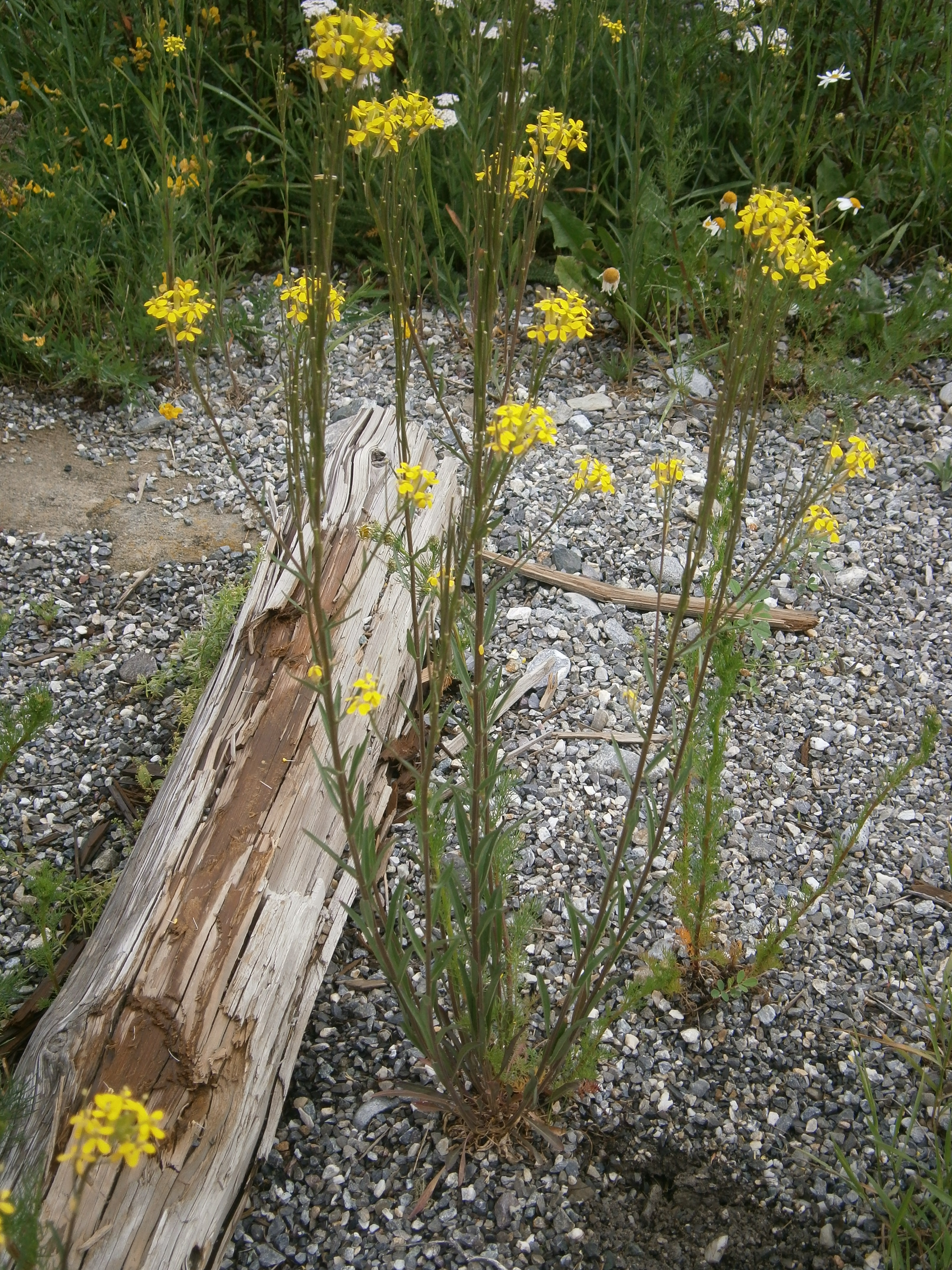
Pokrój

Pszonak jastrzębcolistny (Erysimum hieraciifolium L.) – gatunek rośliny z rodziny kapustowatych (Brassicaceae). Szeroko rozprzestrzeniony w Eurazji, introdukowany do Ameryki Północnej. Występuje także w Polsce, głównie na południu, rzadki na północy. Rośnie nad rzekami i na terenach ruderalnych. Gatunek bardzo zmienny.

## Rozmieszczenie geograficzne
Występuje naturalnie w strefie umiarkowanej Europy i Azji. Zwarty zasięg rozciąga się od Francji poprzez Europę Środkową i Wschodnią po Azję Środkową. Południowa granica zasięgu biegnie przez kraje alpejskie, Albanię, Bułgarię, Ukrainę. W północnej części Niziny Środkowoeuropejskiej i na wschód od Bałtyku mocno rozproszony, jednak w środkowej i północnej części Półwyspu Skandynawskiego znów częsty. Z pojedynczych stanowisk znany z Islandii, poza tym rozproszony także w północnej Rosji aż po Daleki Wschód. W Azji rośnie w Kazachstanie, Mongolii, Tadżykistanie, Uzbekistanie, w północno-wschodnich i zachodnich Chinach oraz w Pakistanie.  
Gatunek zawleczony został do wschodniej części Ameryki Północnej.
W Polsce gatunek jest rozpowszechniony w południowej części kraju. Dalej na północ rośnie wzdłuż dolin Odry i Wisły, poza tym bardzo rozproszony.

## Morfologia
PokrójRoślina zielna osiągająca zwykle od 30 do 90 cm wysokości, rzadko więcej. Pęd prosto wzniesiony, pojedynczy lub słabo rozgałęziający się zwykle w górnej części. Łodyga nieco kanciasta, w dole często fioletowa. Cała roślina pokryta przylegającymi włoskami, na łodydze dwu- i trójramiennymi, na liściach trój- i czteroramiennymi.
LiścieOdziomkowe zebrane w rozetę przyziemną, o blaszce w zarysie lancetowatej całobrzegiej lub odlegle ząbkowanej, długości 2 do 6 cm i szerokości do 1 cm, stopniowo zwężone w długi ogonek (do 4 cm długości). Liście odziomkowe zasychają i odpadają w czasie kwitnienia, podobnie zresztą jak podobne do nich dolne liście łodygowe. Środkowe i górne liście łodygowe są siedzące, lancetowate, o klinowato zbiegającej nasadzie, odlegle i słabo ząbkowane (ząbków zwykle jest od 3 do 5 z każdej strony).
KwiatyGęsto skupione w gronie na szczycie pędu. Działki kielicha o długości od 4 do 7 mm, eliptyczne. Płatki korony 8–11 mm długości, klinowate, z paznokciem dłuższym od szczytowej, rozpostartej blaszki, na szczycie zaokrąglonej. Pręciki o żółtych nitkach długości od 4 do 6 mm z podługowatymi pylnikami o długości ok. 2 mm. Wydłużona zalążnia zawiera od 40 do 60 zalążków.
OwoceRozwijają się na szypułkach cieńszych od nich, osiągających 5–7 mm długości. Szypułki i owoce przylegające do osi kwiatostanu, który w czasie owocowania się wydłuża i rozluźnia. Łuszczyny pokryte są włoskami 3- do 5-ramiennymi. Są równowąskie, nieco czterokanciaste, osiągają zwykle od 1,5 do 6 cm długości. Zwieńczone są cienką, walcowatą szyjką słupka długości do 2 mm, zakończoną główkowatym znamieniem. Nasiona nieco podługowate, osiągają do 2,2 mm długości i do 0,9 mm szerokości, zwykle zaopatrzone są w niewielkie, błonkowate skrzydełko.

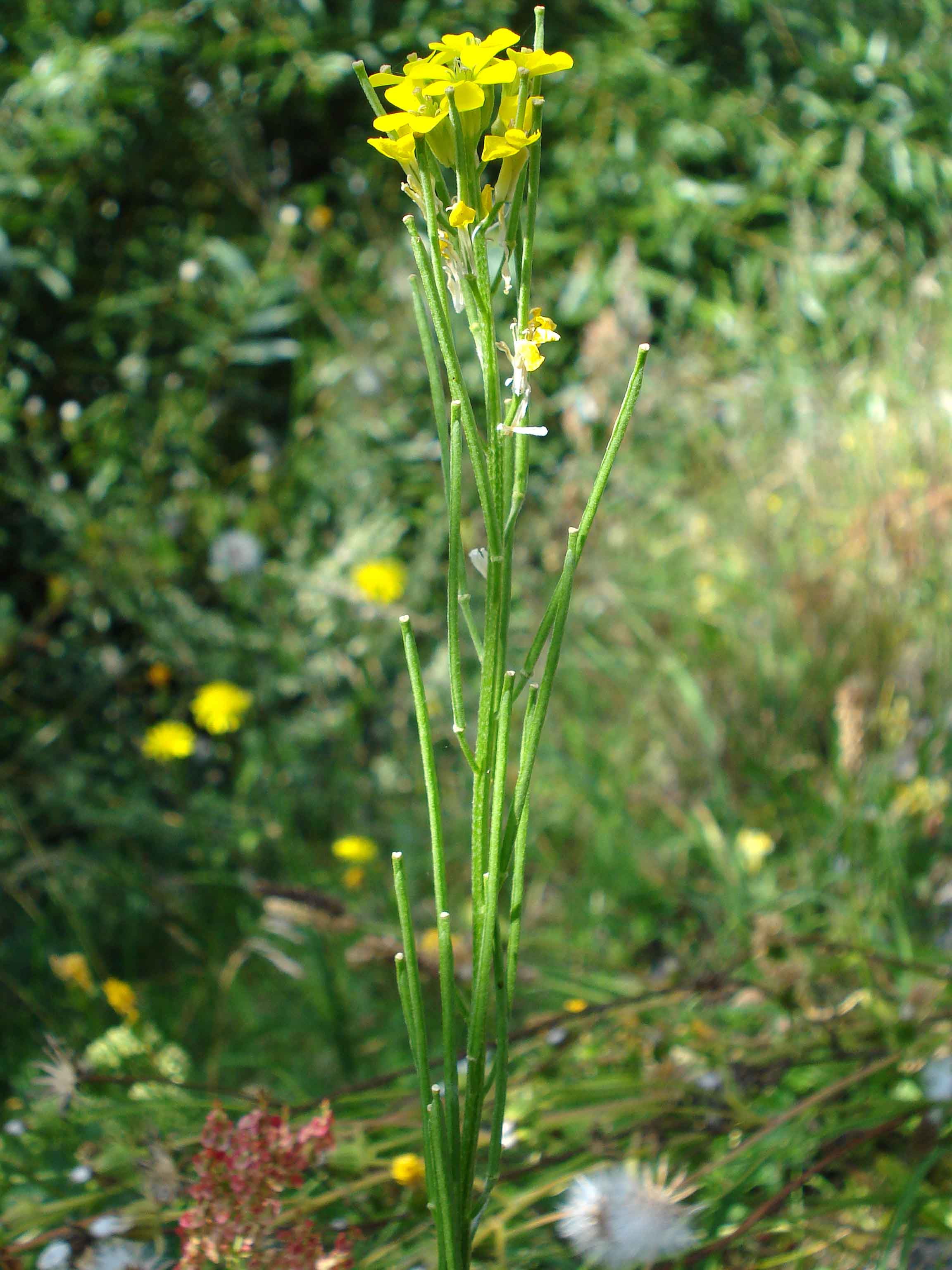
Roślina owocująca
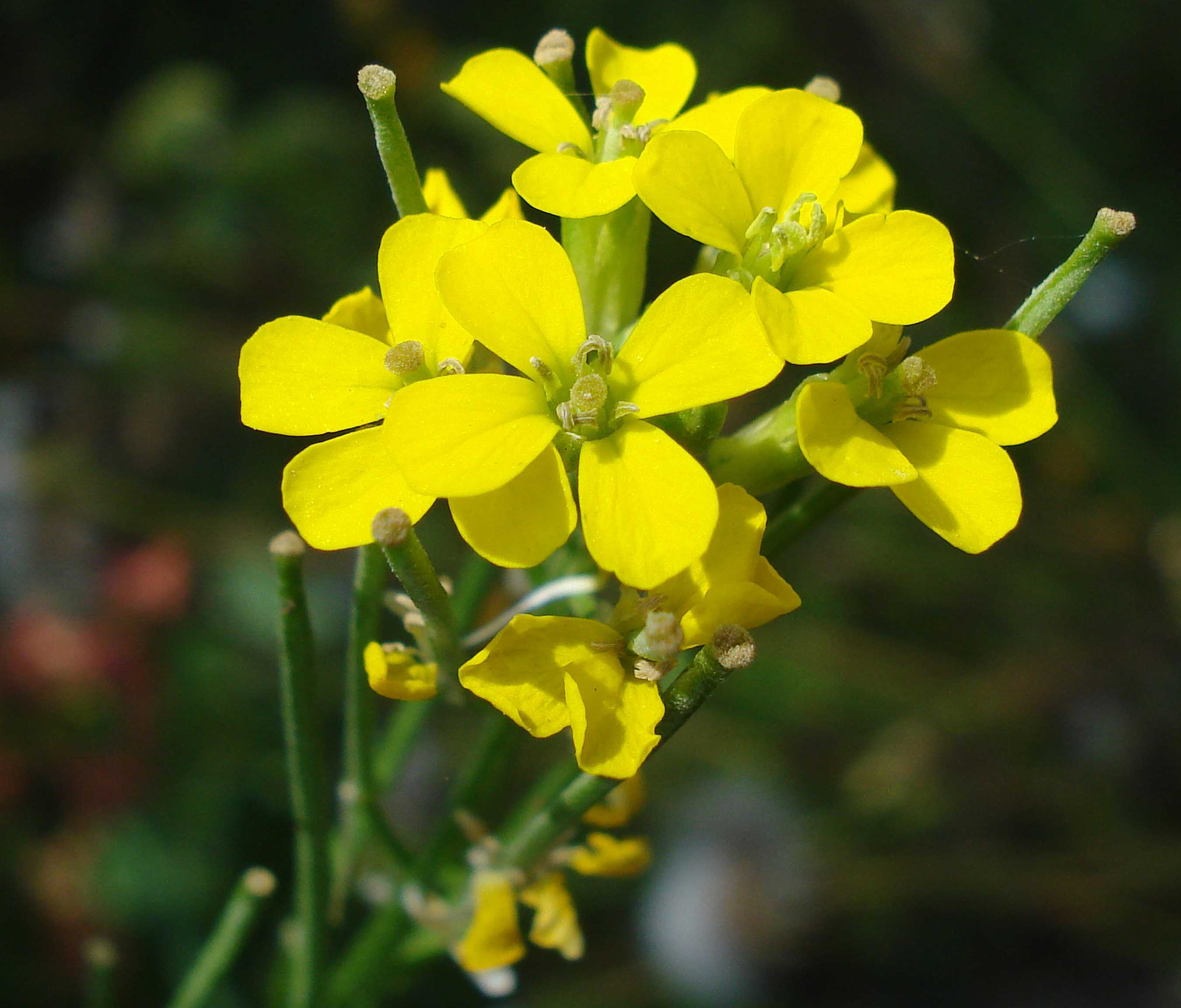
Kwiaty
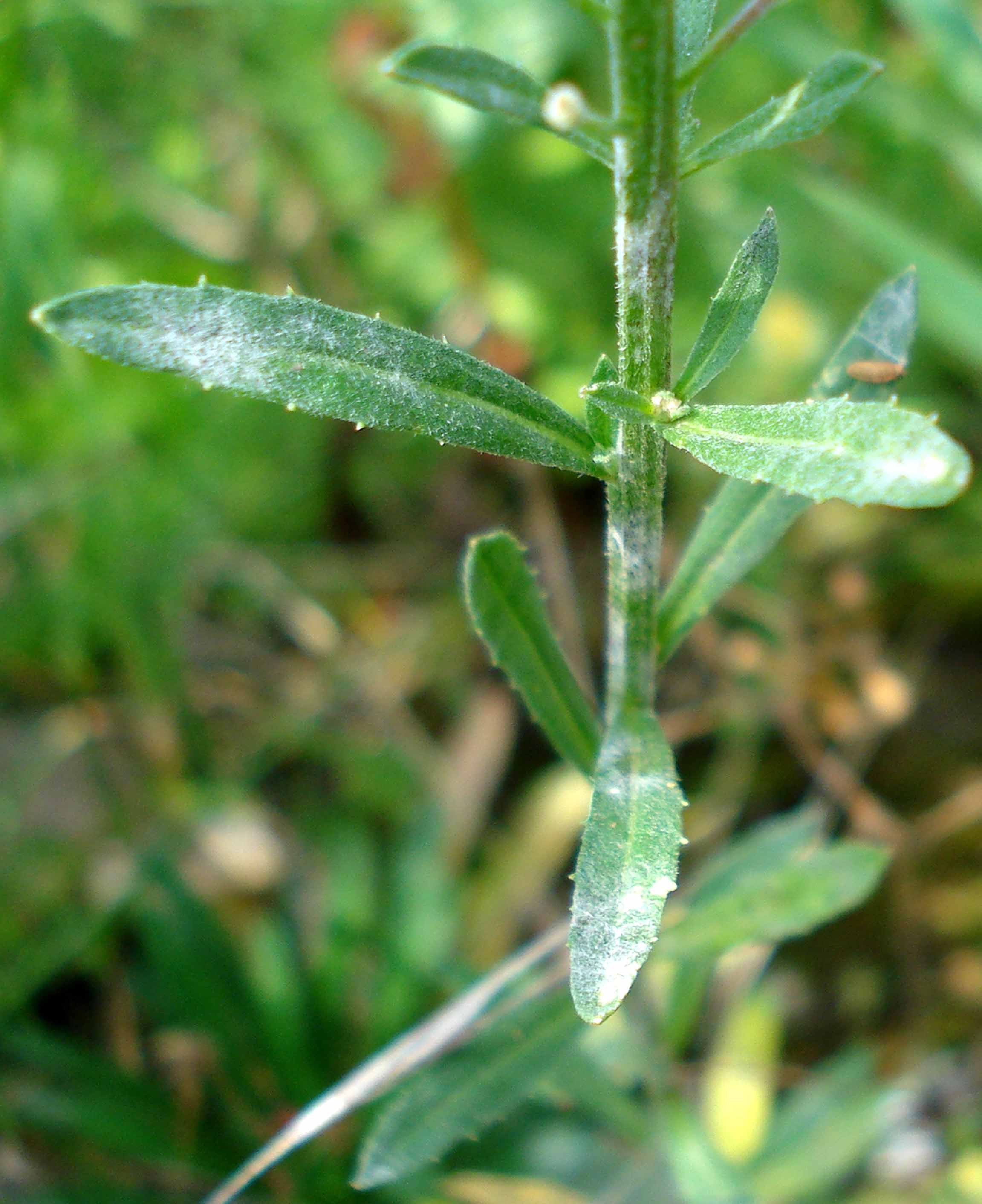
Fragment pędu

Gatunki podobnePospolity pszonak drobnokwiatowy E. cheiranthoides ma mniejsze kwiaty (działki do 3 mm długości, płatki do 5 mm), szypułki owoców odstające, a nie przylegające do osi kwiatostanu i tylko 2–3 raza krótsze od łuszczyny. Bardzo podobny jest bardzo rzadki w Polsce pszonak sztywny E. marschallianum wyróżniający się nieco delikatniejszą budową, nieco tylko mniejszymi kwiatami i niemal całobrzegimi, wąskolancetowatymi liśćmi.

## Biologia i ekologia
Roślina dwuletnia rzadko bylina. Kwitnie od maja do września. Owoce dojrzewają po ok. miesiącu.
Roślina związana z siedliskami nadrzecznymi, ale też rosnąca na trawiastych murawach, przydrożach i nieużytkach ruderalnych, terenach kolejowych, gruzowiskach. Na obszarach górskich sięga do 3800 m n.p.m. (w Chinach).
Liczba chromosomów 2n=16.